# Giorgio Vanzetta
Giorgio Vanzetta (* 9. Oktober 1959 in Cavalese) ist ein ehemaliger italienischer Skilangläufer. Sein größter Erfolg war Staffel-Gold bei den Olympischen Winterspielen 1994 in Lillehammer.

## Werdegang
Vanzetta gewann 1971 die italienische Jugendmeisterschaft. Sieben Jahre später wurde er Europameister. Bei den Olympischen Winterspielen 1980 in Lake Placid lief er über 15 km als 34. ins Ziel. Zudem belegte er gemeinsam mit Maurilio De Zolt, Benedetto Carrara und Giulio Capitanio Rang sechs im Staffelrennen. Am 16. Januar 1982 gab er über 15 km in Le Brassus sein Debüt im Skilanglauf-Weltcup, verpasste aber als 17. die Punkteränge knapp. Knapp eine Woche später erreichte er mit Rang sieben in Brusson erstmals die Punkteränge und zudem einen Platz unter den besten zehn. Bei den folgenden Nordischen Skiweltmeisterschaften 1982 in Oslo lief er über 30 km als Neunter ins Ziel. In der Weltcup-Gesamtwertung erreichte er nach weiteren guten Punkteplatzierungen mit Rang neun wenig später sein bestes Saisonresultat seiner Karriere.
Im Winter 1982/83 startete Vanzetta erst im Februar bei den Läufen in Sarajevo. Dabei belegte er im zweiten Rennen Rang fünf. In Oslo und Anchorage verpasste er die Punkteränge. In der folgenden Saison 1983/84 startete der Italiener nur bei den Olympischen Winterspielen 1984 in Sarajevo. Über 15 km belegte er im Ziel den 14. Platz. Über 30 km erreichte er den 24. Rang. Nach einem siebenten Platz mit der Staffel konnte er beim abschließenden 50-km-Einzelrennen noch einmal auf Rang 30 laufen.
In der Saison 1984/85 ging Vanzetta erneut nicht im Weltcup an den Start und bekam trotzdem einen Startplatz für die Nordischen Skiweltmeisterschaften 1985 in Seefeld in Tirol. Über 30 km lief er dabei auf einen guten siebenten Platz. Über die folgenden 15 km verpasste er als Vierter nur knapp seine erste Weltmeisterschaftsmedaille.
Im März 1986 startete er erstmals seit langem wieder im Weltcup und lief in Lahti auf einen guten dritten Platz. Auch in Falun lief er als Fünfter unter die besten zehn. In der Weltcup-Gesamtwertung belegte er wenig später den 12. Platz. Auch im folgenden Winter gehörte Vanzetta nicht zum festen Weltcup-Kader. Erst mit den Nordischen Skiweltmeisterschaften 1987 in Oberstdorf kam er wieder auf internationaler Ebene zum Einsatz. Nach Rang neun über 30 km lief er über 15 km auf den siebenten Platz. Im Staffelrennen kam er gemeinsam mit Albert Walder, Maurilio De Zolt und Marco Albarello auf den fünften Platz. Im Weltcup verpasste er wenig später in Falun erneut nur knapp einen Podestplatz.
Trotz nur seltener Weltcup-Starts gehörte er auch bei folgenden Großereignissen immer fest zum italienischen Aufgebot. Bei den Olympischen Winterspielen 1988 in Calgary lief er über 30 km im klassischen Stil als Fünfter ins Ziel, bevor er über 10 km Rang zehn erreichte. Mit der Staffel landete er auf einen fünften Platz. Erstmals startete er nicht über die abschließenden 50 km.
Bei den Nordischen Skiweltmeisterschaften 1989 in Lahti lief er über 15 km auf den 13. Platz. Nach den Weltmeisterschaften wurde Vanzetta wieder vermehrt im Weltcup eingesetzt und belegte gute Top-10-Platzierungen. Bei den Nordischen Skiweltmeisterschaften 1991 im Val di Fiemme verpasste er über 15 km mit dem vierten Platz nur knapp eine weitere WM-Medaille. Bei den ein Jahr später folgenden Olympischen Winterspielen 1992 in Albertville feierte Vanzetta insgesamt drei Medaillen. So gewann er in der Verfolgung und über 50 km die Bronzemedaille und mit der Staffel die Silbermedaille. Auch bei den folgenden Nordischen Skiweltmeisterschaften 1993 in Falun war er mit der Staffel erfolgreich und gewann eine weitere Silbermedaille.
Bei den Olympischen Winterspielen 1994 in Lillehammer gewann Vanzetta mit Maurilio De Zolt, Marco Albarello und Silvio Fauner in der 4 × 10-km-Staffel die Goldmedaille vor den favorisierten Norwegern. Es war seine letzte große internationale Medaille. Bei den Nordischen Skiweltmeisterschaften 1995 verpasste er eine Medaille als Vierter über 50 km knapp. In der Staffel kam der mittlerweile 35-jährige Vanzetta nicht zum Einsatz.
Im Weltcup blieb Vanzetta in der Folge meist außerhalb der Top 10. Zwischenzeitlich startete er gar im Skilanglauf-Continental-Cup. Dabei gelang ihm über 10 im in Campra ein ungefährdeter Sieg. Seinen letzten Weltcup bestritt Vanzetta im Dezember 1997 im Val di Fiemme. In der Folge startete er noch einmal bei FIS-Rennen und im Continentalcup, bevor er mit einem Start im Marathon-Cup über 70 km in Predazzo im Januar 2002 seine aktive Skilanglauf-Karriere beendete.
Bei den Olympischen Winterspielen 2006 in Turin gehörte er mit seinem ehemaligen Mannschaftskollegen Silvio Fauner zu den offiziellen Fackelträgern bei der Eröffnungsfeier.
In den späteren Jahren wurde bekannt, dass Vanzetta zu den Kunden des italienischen EPO-Forschers Francesco Conconi gehörte. Doping konnte ihm jedoch nicht mehr nachgewiesen werden.
Vanzettas jüngere Schwester Bice Vanzetta war ebenfalls als Skilangläuferin erfolgreich und gewann zwei olympische Medaillen.

## Erfolge

### Weltcup-Statistik
Die Tabelle zeigt die erreichten Platzierungen im Einzelnen.
- 1.–3. Platz: Anzahl der Podiumsplatzierungen
- Top 10: Anzahl der Platzierungen unter den ersten zehn
- Punkteränge: Anzahl der Platzierungen innerhalb der Punkteränge
- Starts: Anzahl gelaufener Rennen in der jeweiligen Disziplin
- Hinweis: Bei den Distanzrennen erfolgt die Einordnung gemäß FIS.

| Platzierung         | Distanzrennen a | Distanzrennen a | Distanzrennen a | Distanzrennen a | Distanzrennen a | Skiathlon Verfolgung | Sprint | Etappen- rennen b | Gesamt | Team c | Team c  |
| Platzierung         | ≤ 5 km          | ≤ 10 km         | ≤ 15 km         | ≤ 30 km         | > 30 km         | Skiathlon Verfolgung | Sprint | Etappen- rennen b | Gesamt | Sprint | Staffel |
| ------------------- | --------------- | --------------- | --------------- | --------------- | --------------- | -------------------- | ------ | ----------------- | ------ | ------ | ------- |
| 1. Platz            |                 |                 |                 |                 |                 |                      |        |                   |        |        |         |
| 2. Platz            |                 |                 |                 |                 |                 |                      |        |                   |        |        |         |
| 3. Platz            |                 |                 | 1               |                 | 1               | 1                    |        |                   | 3      |        |         |
| Top 10              |                 | 1               | 6               | 8               | 3               | 1                    |        |                   | 19     |        |         |
| Punkteränge         |                 | 6               | 21              | 16              | 5               | 1                    | 1      |                   | 50     |        |         |
| Starts              |                 | 11              | 26              | 18              | 6               | 1                    | 1      |                   | 63     |        |         |
| Stand: Karriereende |                 |                 |                 |                 |                 |                      |        |                   |        |        |         |

## Auszeichnungen
- 1994: Weltmannschaft des Jahres mit der italienischen Skilanglaufstaffel bei der Wahl der Gazzetta dello Sport (gemeinsam mit Maurilio De Zolt, Marco Albarello und Silvio Fauner)